# Онана, Жюль
Жюль Дени́ Онана́ (фр. Jules Denis Onana; 12 июня 1964) — камерунский футболист, центральный защитник.
С 1988 по 1995 годы — член сборной Камеруна. Участвовал в чемпионате мира 1990 (провёл 3 матча), вошёл в состав символической сборной турнира. Победитель (1989) и финалист (1988) Кубка УДЕАК.
Играл в клубах чемпионата Камеруна («Канон Яунде», «Эгль де Нконгсамба»), Франции («Тулуза Бланьяк»), Индонезии. Также был играющим тренером в чемпионате Индонезии.
В настоящее время является официальным агентом ФИФА (обслуживает ряд камерунских и юго-азиатских игроков), работает в Индонезии. По состоянию на 2016 год является спортивным директором клуба «Канон Яунде».

## Достижения
- Чемпион Камеруна: 1991 («Канон Яунде»), 1994 («Эгль де Нконгсамба»)
- Обладатель Кубка Камеруна: 1993
- Игрок года в Камеруне: 1992